# Cidaphus sinuosus
Cidaphus sinuosus là một loài tò vò trong họ Ichneumonidae.